# Vjačeslav Mkrtyčev
Vjačeslav Mkrtyčev nebo arménsky Vjačeslav Mkrtčjan (* 22. února 1952 Baku) je bývalý sovětský a ázerbájdžánský zápasník, arménské národnosti.

## Sportovní kariéra
Připravoval se v Baku v armádním tréninkovém centru pod vedením Eduarda Kasparjana. V sovětské mužské reprezentaci se pohyboval poloviny sedmdesátých let dvacátého století ve váze do 74 kg. V roce 1976 prohrál nominaci na olympijské hry v Montreálu s Anatolijem Bykovem. V roce 1977 předstoupil z Baku do moskevského klubu Lokomotiv. V roce 1980 prohrál nominaci na domácí olympijské hry v Moskvě opět s Bykovem. Sportovní kariéru ukončil v roce 1983. Žije v Moskvě a věnuje se trenérské práci.

## Výsledky
| Turnaj             | 1970 | 1971 | 1972 | 1973 | 1974 | 1975 | 1976 | 1977 | 1978 | 1979 | 1980 |
| Turnaj             | 18   | 19   | 20   | 21   | 22   | 23   | 24   | 25   | 26   | 27   | 28   |
| Turnaj             | -68  | -68  | -68  | -74  | -74  | -74  | -74  | -74  | -74  | -74  | -74  |
| ------------------ | ---- | ---- | ---- | ---- | ---- | ---- | ---- | ---- | ---- | ---- | ---- |
| Olympijské hry     |      |      | —    |      |      |      | —    |      |      |      | —    |
| Mistrovství světa  | —    | —    |      | —    | —    | —    |      | —    | —    | 4.   |      |
| Mistrovství Evropy | —    | —    | —    | —    | —    | —    | —    | —    | —    | 2.   | 3.   |
| ME nadějí          | 1.   |      | 1.   |      |      |      |      |      |      |      |      |